# Нараянан, Кочерил Раман
Кочерил Раман Нараянан (малаял. കോച്ചേരില്‍ രാമന്‍ നാരായണന; 27 октября 1920, Ужавур, Траванкор, Британская Индия (современный округ Коттаям, Керала) — 9 ноября 2005, Нью-Дели) — президент Индии с 25 июля 1997 по 25 июля 2002 года. Первый неприкасаемый и малаяли в этой должности.

## Биография
Родился в бедной семье врача традиционной индийской медицины. Окончил Университет Траванкора, где получил степень магистра по английской литературе. Некоторое время работал журналистом, однажды провёл интервью с Махатмой Ганди. В 1945 году отправился в Англию, где поступил в Лондонскую школу экономики. Во время проживания в Лондоне снимал одну квартиру с Вирасами Рингаду, будущим первым президентом Маврикия. После возвращению в Индию в 1948 году поступил на дипломатическую службу. Работал в посольствах в Мьянме, Японии, Великобритании, Австралии и Вьетнаме. В 1967—1969 годах был послом Индии в Таиланде, в 1973—1975 годах — в Турции, в 1976—1978 — в КНР, в 1980—1984 — в США. В 1984 году по приглашению Индиры Ганди успешно выставил свою кандидатуру на выборах в Лок сабху, впоследствии удачно переизбирался.
В правительстве Раджива Ганди был младшим министром планирования (1985), иностранных дел (1985—1986), науки и технологий (1986—1989). В 1992 году был выдвинут партией Джаната дал и коммунистическим Левым фронтом на должность вице-президента при Шанкаре Шарме, поддержан ИНК и единогласно избран. 17 июля 1997 года был избран президентом при поддержке всех политических партий (кроме ультраправой Шив сена), с большим перевесом победив единственного конкурента; вступил в должность 25 июля. В должности президента неоднократно обращался к нации и парламенту и критически оценивал социально-экономическое развитие страны и выражал неудовлетворение ростом насилия в обществе. В 2002 году рассматривался вариант его выдвижения на второй срок, однако альянс во главе с партией Бхаратия джаната не поддержал его и выдвинул кандидатуру Абдула Калама, который и стал в конце концов президентом.
В 2004 году принял участие во Всемирном социальном форуме в Мумбаи, поддержав альтерглобалистское движение. Скончался 9 ноября 2005 года от пневмонии и почечной недостаточности. Был кремирован на следующий день с государственными почестями. После его смерти был создан фонд KRNF в поддержку его идей и политики.